# Hans Gustafsson (1923–1998)

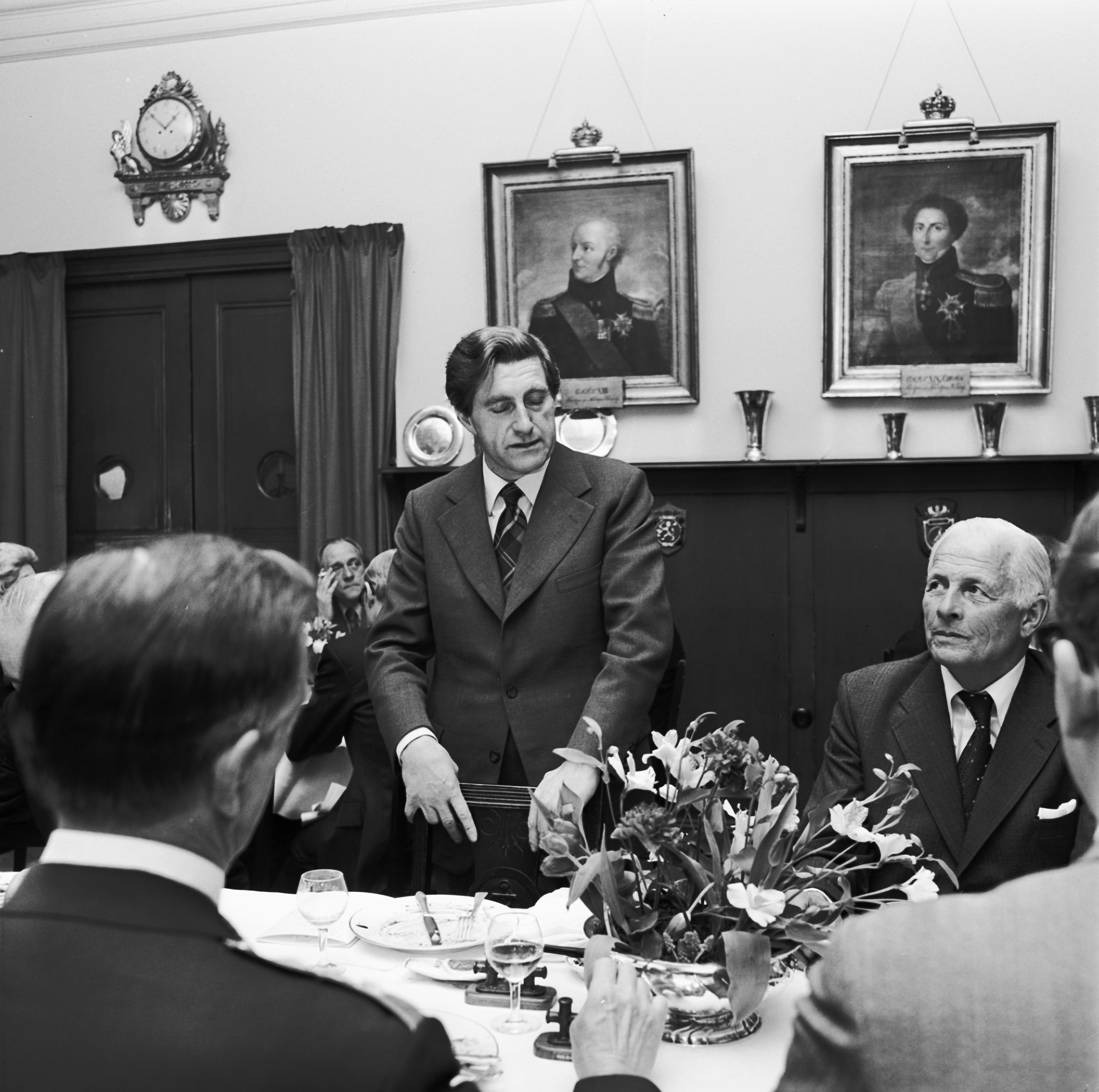
Hans Gustafsson vid sjösättningslunchen för HMS Strömstad 1976.

Hans Ingvar Gustafsson, född 21 december 1923 i Kvidinge församling i Kristianstads län, död 25 augusti 1998 i Ronneby, var en svensk politiker (socialdemokrat), som var civilminister 1973, kommunminister 1974–1976, bostadsminister 1982–1988 och riksdagsledamot 1976–1994.
Som riksdagsledamot var Gustafsson invald för Blekinge läns valkrets. Han var ordförande 1990–1991 och vice ordförande 1991–1993 i finansutskottet, vice ordförande i jordbruksutskottet 1988–1990 samt ledamot av näringsutskottet 1993–1994. Han var även ledamot av krigsdelegationen och Nordiska rådets svenska delegation. Under Socialdemokraternas tid i opposition 1976–1982 var han gruppledare för den socialdemokratiska riksdagsgruppen. Han var engagerad i nej-kampanjen inför folkomröstningen om svenskt EU-medlemskap 1994.